# شان هیدر
شان هیدر (به انگلیسی: Sian Heder) (زاده ۲۳ ژوئن ۱۹۷۷) یک نویسنده و فیلم‌ساز زن آمریکایی است. از آثار برجسته این کارگردان می‌توان به فیلم‌های تلولا (۲۰۱۶) و کودا (۲۰۲۱) اشاره کرد.

## زندگی شخصی
هیدر در ۲۳ ژوئن ۱۹۷۷ در کمبریج، ماساچوست، ایالات متحده به دنیا آمد. او از دانشگاه کارنگی ملون فارغ‌التحصیل شد.
هیدر با بازیگر و تهیه کننده دیوید نیوسام ازدواج کرده است که از او دو فرزند دارد. او دختر هنرمندان مگس هریس و لایوس هیدر است که هر دوی آنها مهاجر هستند، مگس هریس اهل ولز و لایوس هیدر اهل مجارستان است.

## جوایز
| سال  | نام فیلم | جشنواره یا مراسم | بخش                     | نتیجه | جایزه           |
| ---- | -------- | ---------------- | ----------------------- | ----- | --------------- |
| ۲۰۲۲ | کودا     | جوایز بفتا       | بهترین فیلمنامه اقتباسی | برنده | ماسک طلایی بفتا |
| ۲۰۲۲ | کودا     | جوایز اسکار      | بهترین فیلم‌نامه اقتباسی | برنده | تندیس اسکار     |